# キャンディ・ケイン・レーン
『キャンディ・ケイン・レーン』（原題: Candy Cane Lane）は、2023年製作のアメリカ合衆国のコメディ映画。
クリスマスを題材にしたコメディファンタジー映画で、主演のエディ・マーフィにとって初めてのクリスマス映画となる。2023年12月1日よりAmazon Prime Videoで世界独占配信される。

## あらすじ
クリスは毎年恒例のクリスマスデコレーションコンテストで優勝することに命を懸けていたが、今年こそは優勝したいと、いたずら好きな妖精のペッパーとうっかり契約してしまう。
ペッパーはたちまち町中に大混乱を引き起こし、クリスは妻のキャロルと3人の子供たちと共にクリスマスを守るために奔走する。

## キャスト
※括弧内は日本語吹替
- クリス：エディ・マーフィ（山寺宏一）
- キャロル：トレイシー・エリス・ロス（反町有里）
- ペッパー：ジリアン・ベル（斉藤貴美子）
- ニック：タデウス・J・ミクソン（柏崎隼史）
- ホリー：マディソン・トーマス（飯沼南実）
- ピップ：ニック・オファーマン（ふくまつ進紗）
- ゲイリー：クリス・レッド（阪口周平）
- コーデリア：ロビン・テーデ（橘U子）
- サンタ：デヴィッド・アラン・グリア（浦山迅）
- ブルース：ケン・マリーノ
- アンジェラ・ジョンソン＝レイエス
- ジェニア・ウォルトン
- D・C・ヤング・フライ
- ダニエル・ピノック
- スティーヴン・トボロウスキー